# مورچه‌دوستی

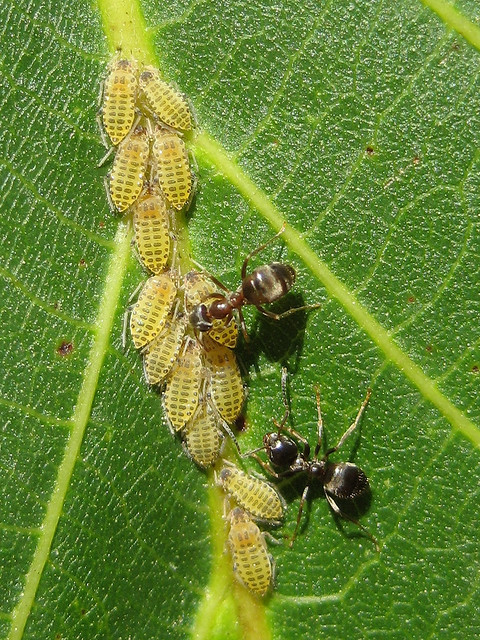
شته‌های میرمکوفیلوس که توسط مورچه‌ها نگهداری می‌شوند

مورچه‌دوستی (به انگلیسی: Myrmecophily) اصطلاحی است که برای ارتباط بین گونه‌ای مثبت بین مورچه‌ها و انواع جانداران دیگر مانند گیاهان، دیگر بندپایان و قارچ‌ها به کار می‌رود. مورچه‌دوستی به ارتباطات دوسویه با مورچه‌ها اشاره دارد، اگرچه در استفاده عمومی‌تر، این اصطلاح ممکن است به برهم‌کنش‌های مشترک یا حتی انگلی نیز اشاره کند.
«مورچه‌دوست» (Myrmecophile) جانداری است که در ارتباط با مورچه‌ها زندگی می‌کند.
پروانه‌ها و سوسک‌ها، از جانوران مورچه‌دوست هستند. دیگر گروه‌های مورچه‌دوست، عبارتند از:
- راست‌بالان، مانند جیرجیرک Myrmecophilus acervorum
- دوبالان مانند مگس چینه‌ای Clitellaria obtusa
- سوسری‌ها مانند سوسک Attaphila
- نرم‌تنان مانند Allopeas myrmekophilos[۱]

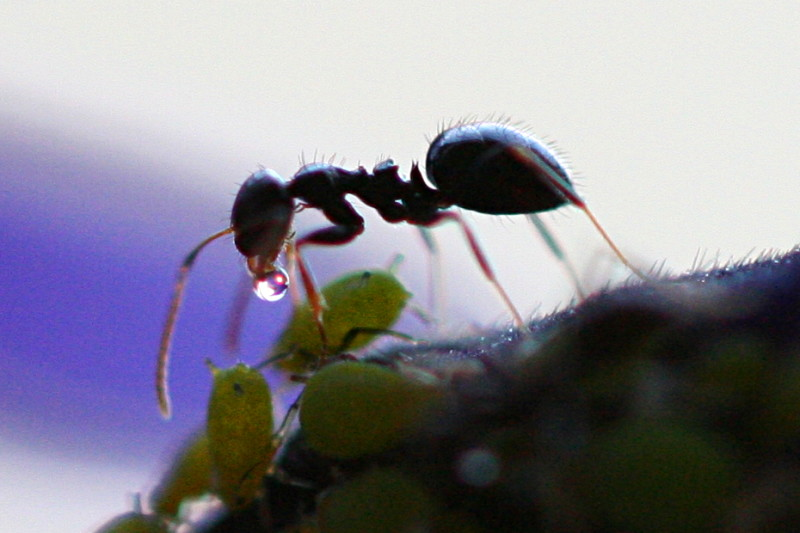
مورچه در حال به دست آوردن عسلک از شته

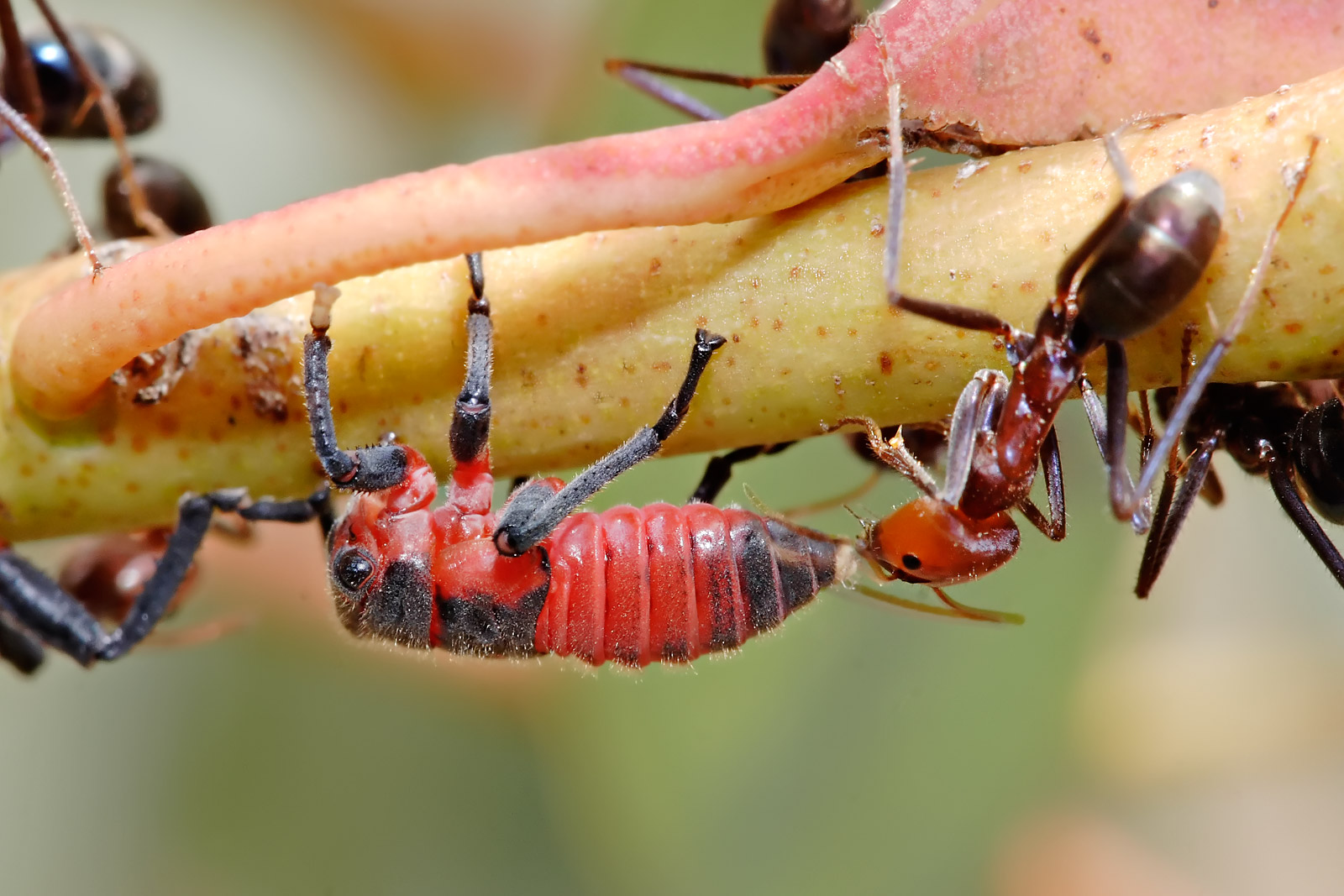
پوره قیف برگ که توسط مورچه نگهداری می‌شود